# Chlerogella buyssoni
Chlerogella buyssoni är en biart som först beskrevs av Joseph Vachal 1901.  Chlerogella buyssoni ingår i släktet Chlerogella och familjen vägbin. Inga underarter finns listade i Catalogue of Life.